# Calbindina

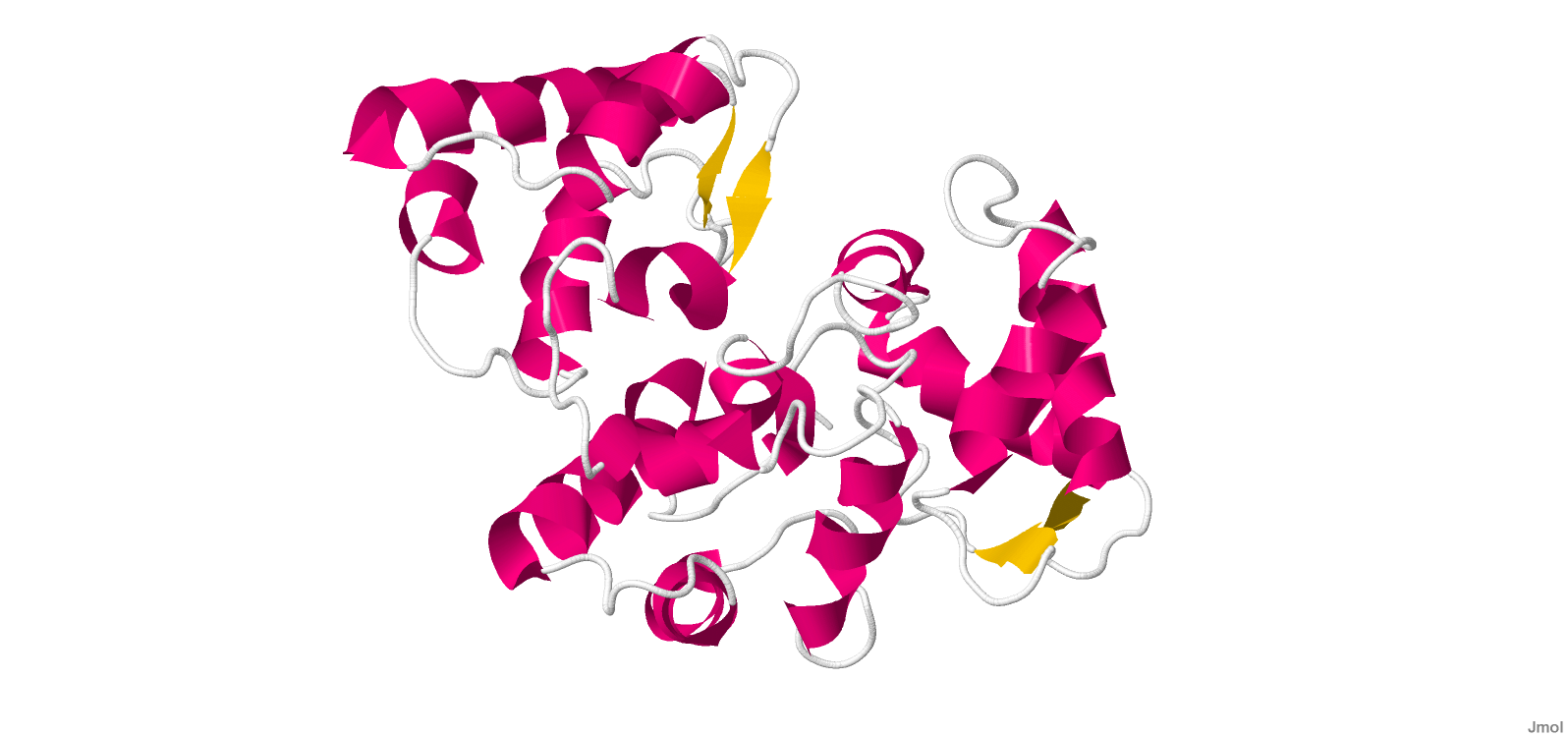
Struttura di una calbindina.

Le calbindine sono delle proteine prodotte a livello intestinale sotto l'azione stimolatoria della vitamina D3, la cui attivazione è a sua volta stimolata dal paratormone. Si legano agli ioni calcio Ca2+ consentendone l'assorbimento e, allo stesso tempo, evitando che questi ultimi si leghino con il fosfato intracellulare dando vita a cristalli di idrossiapatite che precipiterebbero senza la possibilità di essere digeriti dagli enzimi cellulari.